# Шпаки (Львовская область)
Шпаки (укр. Шпаки) — село в Подкаменской поселковой общине Золочевского района Львовской области Украины.
Население по переписи 2001 года составляло 218 человек. Занимает площадь 0,6 км². Почтовый индекс — 80655. Телефонный код — 3266.